# 金婚漬
金婚漬（きんこんづけ）は、岩手県花巻市で製造、販売されている漬物（古漬け）。ウリの中を繰り抜き、ニンジン、ゴボウ、ダイコン、ワラビなどを昆布で巻いたものを詰めた漬物である。
輪切りにしたときの断面が工芸品のように美しく、「漬物の芸術品」とも称される。

## 概要
シロウリのワタを繰り抜いて、ニンジン、ゴボウ、ダイコン、ワラビなどを昆布で巻いたものを詰め、味噌床で長く漬け込んだ古漬けである。三重県の養肝漬に似る。鉄砲漬にも似るが、金婚漬は昆布を用いるのが特徴となっている。
めでたい漬物ということで、岩手では、祝いの席や結婚式において欠かせないものとなっている。

## 製造・販売・起源
1962年創業の「道奥」が製造販売を行っている。道奥では金婚漬を販売するための「金婚亭」の営業も行っている。
この地域では江戸時代から農家では野菜の味噌樽漬けを作っており、農閑期に漬け込むことで冬場に不足しがちな栄養源として親しまれていた。
道奥は1962年に民芸品販売として創業したが、まったく売れなかった。翌年に郷土で親しまれていた漬物を広めようと道奥で商品化したところ、評価され、以降、主力製品として製造、販売を続けている。

## 名前の由来
味噌床で長く漬け込むことにより、シロウリは鼈甲色に染まる。この色合いが金婚式を迎えた老夫婦的な味わいとして名付けられた。
この他に、切る前のまるごと1本の外観がキンコ（ナマコのこと）に似ていることからの命名との説もある。

## 作り方の例
収穫されたシロウリは、竹べらで中のワラを掻き出し、強めの塩を振って貯蔵する。
貯蔵されたシロウリを適宜取り出して、細切りにした野菜を昆布で巻いて、シロウリの中に固く詰め込む。固く、隙間無く詰め込むのが肝要である。詰め込むことで、出来上がりを薄く切っても、中の具がウリの果肉に納まっていることになる。